# Pacht
Pacht (z lat. pactum, smlouva) je právní institut občanského práva a druh závazku z právních jednání spočívající v přenechání věci jinému. Právním titulem je pachtovní smlouva, kterou propachtovatel přenechává pachtýři věc k užívání a požívání. Pachtýř se smlouvou zavazuje platit za přenechání věci pachtovné či poskytnout poměrnou část výnosu věci, případně je možná kombinace obojího (poměrná část výnosu a peněžité plnění).
Oproti nájmu se pacht liší možností věc nejen užívat (lat. utendi), ale i požívat (lat. fruendi). Předmětem pachtu může být jen věc přinášející za pachtýřovo vlastní přičinění výnos; plody naturální nebo civilní.

## Historie
Pachtýři (i když většinou označovaní jako kolónové) se objevovali již v antickém Římě. V minulosti se pachtem označoval časově vymezený pronájem zemědělské půdy a zemědělských objektů, který se začal užívat koncem středověku (šlo tedy o pronájem celého hospodářství). Zemědělec, který je měl pronajaté, se nazýval pachtýř a odváděl za pronajatou půdu finanční prostředky, tzv. pachtovné, případně část úrody (tzv. podílný pacht).
Jako pachtýři byli za první republiky označováni i podnikatelé, jimž držitel koncese k provozování periodické autobusové dopravy umožnil provozovat linku jeho jménem (viz například dopravce JAS).

## Český občanský zákoník
Podle původního občanského zákoníku z roku 1964 pacht upraven nebyl. Nový občanský zákoník s účinností od roku 2014 pacht nově vyděluje z nájmu a upravuje v § 2332–2357.
Pacht se od nájmu odlišuje tím, že kromě práva užívat obsahuje ještě navíc právo požívat věc, tudíž brát z ní užitky. Například pachtýř má právo v propachtované zahradě sklízet vypěstované ovoce a zeleninu („brát z ní užitky“), kdežto nájemce nikoliv. V případě, že je propachtovaná věc uvedena ve veřejném seznamu (např. v katastru nemovitostí), je možno, se souhlasem vlastníka věci, do něho zapsat i pachtovní právo (§ 2333 OZ).
Kromě této obecné úpravy je zvláště regulován zemědělský pacht, jde-li o zemědělský nebo lesní pozemek, a pacht závodu (podniku).

### Pachtovní smlouva
Pachtovní smlouvou přenechává propachtovatel určitou věc k dočasnému užívání a požívání pachtýři, který se o ni stará s péčí řádného hospodáře. Za její užívání a požívání platí buď dohodnuté pachtovné, nebo poměrnou část výnosu z věci, případně je možná kombinace obojího (poměrná část výnosu a peněžité plnění).
Výnos i při správném hospodaření může být proměnlivý, zapříčiněný vlivy ekonomickými či přírodními. Toto riziko lze krýt pojištěním; lze též sjednat výši pachtovného v závislosti na objemu výnosu.
Při porušení smlouvy ze strany pachtýře (propachtování či přenechání věci k užívání jinému, změna hospodářského určení věci či způsobu jejího užívání nebo požívání aniž by k tomu dal propachtovatel svolení), má propachtovatel právo vypovědět sjednaný pacht bez výpovědní doby (§ 2334 OZ).
Propachtovatel je oprávněn na propachtované věci provádět různá opatření, která mohou mít pozitivní nebo negativní vliv na pachtýřovy výnosy. V případě nižšího výnosu v důsledku těchto opatření propachtovatel nahradí pachtýři vzniklé ztráty. Naopak v případě možného zvýšení výnosu díky provedeným opatřením je propachtovatel oprávněn zvýšit pachtovné (§ 2335 OZ).
V případě poklesu výnosu pod polovinu běžného výnosu v důsledku vady na věci, kterou měl bez zbytečného odkladu odstranit propachtovatel, náleží pachtýři právo na slevu z pachtovného. Pokud pachtýř vadu odstraní sám, má právo na uhrazení výloh. Dojde-li v důsledku vady k zásadnímu ztížení požívání propachtované věci a tím dosažení velmi slabého výnosu, má pachtýř právo na prominutí pachtovného, příp. na vypovězení pachtu bez výpovědní doby (§ 2337 OZ).
Pacht sjednaný na dobu minimálně tří let lze po výzvě jedné strany alespoň šest měsíců před uplynutím sjednané doby, hodlá-li druhá strana v pachtu pokračovat a vyjádření souhlasu druhé strany do tří měsíců od doručení výzvy, prodloužit o dobu na kterou byl pacht sjednán. Pacht ujednaný na neurčitou dobu lze vypovědět šest měsíců před koncem pachtovního (kalendářního) roku, u zemědělského pachtu se jedná o období od 1. října do 30. září následujícího roku. Pokud nevrátí pachtýř propachtovanou věc při sjednaném skončení pachtu, propachtovateli náleží pachtovné jako by pacht trval celý rok (§ 2338, 2339 a 2340 OZ).
Podle § 2341 OZ lze použít pro pacht přiměřeně ustanovení o nájmu, jelikož některé rysy mají společné.

### Inventář
Inventářem je míněn soubor převážně movitých věcí, které slouží k užívání a řádnému obhospodařování hlavní věci.
Propachtovatel jej po vzájemné dohodě přenechává pachtýři zároveň s propachtovanou věcí. Podle uvážení obou stran je vhodné a přínosné, ne však povinné provést soupis jednotlivých položek inventáře jak při předání, tak při vrácení věci. Pachtýř inventář s péčí řádného hospodáře zachovává, obnovuje (zejména jedná-li se v případě zemědělského pachtu o živá zvířata) a modernizuje.
Při ukončení pachtu předá pachtýř inventář propachtovateli, případný rozdíl se vyrovná v penězích. Propachtovatel není povinen převzít nadbytečnou nebo cenově nepřiměřenou položku inventáře pořízenou pachtýřem, v tom případě vlastnické právo k této položce nabývá pachtýř. Inventář lze také pachtýřem od propachtovatele odkoupit a při skončení pachtu jej naopak odkoupí propachtovatel od pachtýře.
Pokud má pachtýř vůči propachtovateli pohledávky, na věcech v inventáři vázne zástavní právo. To se neuplatní v případě, že propachtovatel poskytne pachtýři jinou jistotu (§ 2342–2344 OZ).

### Zemědělský pacht
Ustanovení o zemědělském pachtu se aplikuje, je-li propachtován zemědělský nebo lesní pozemek, při propachtování farmy nebo lesního závodu se použije zároveň také ustanovení o pachtu závodu.
Pokud je pacht sjednán na období delší dvou let a pokud smlouva není uzavřena písemně, považuje se za ujednaný na dobu neurčitou. Pachtovné se platí zpětně jednou za rok se splatností 1. října. Pacht sjednaný na dobu neurčitou je možno vypovědět v dvanáctiměsíční výpovědní lhůtě.
V případě, že se pachtýř stane ze zdravotních příčin nezpůsobilým k hospodaření na propachtovaném pozemku, má právo pacht vypovědět v tříměsíční výpovědní době i tehdy byl-li pacht sjednán na dobu určitou.
V případě pachtýřova úmrtí má jeho dědic právo pacht vypovědět v tříměsíční výpovědní době i přes sjednání pachtu na dobu určitou s podmínkou, že výpověď musí podat do šesti měsíců od data pachtýřovy smrti (§ 2345–2348 OZ).

### Pacht závodu
Propachtováním závodu se pachtýř zavazuje užívat a požívat jej takovým způsobem a v takovém rozsahu, který je potřebný k jeho řádnému provozování. Pachtýř může předmět činnosti provozované v závodu změnit pouze za podmínky, že toto bylo výslovně ujednáno. Pacht závodu se považuje za převedení činnosti zaměstnavatele – z propachtovatele na pachtýře (§ 2349 OZ).
Pokud je pachtýř zapsán ve veřejném seznamu, zveřejněním údaje, že uložil doklad o pachtu závodu do sbírky veřejných listin, nabývá právo k závodu. V případě, že pachtýř není zapsán do veřejného seznamu, nabývá právo k závodu ode dne účinnosti smlouvy (§ 2350 OZ). Je zakázáno převedení na pachtýře těch práv, u kterých to vylučuje smlouva, jíž bylo právo průmyslového nebo jiného duševního vlastnictví propachtovateli poskytnuto, nebo je-li to vyloučeno povahou takového práva (§ 2351 OZ).
Propachtováním závodu přejímá na sebe pachtýř pohledávky a dluhy, které souvisí s provozem závodu. Dluhy však přejímá jen ty, o nichž věděl nebo jejichž existenci musel logicky předpokládat. V případě neudělení souhlasu věřitele k převzetí dluhu pachtýřem za splnění pohledávek ručí propachtovatel.
Propachtovatel má povinnost bez zbytečného odkladu oznámit svým věřitelům a dlužníkům, jejichž pohledávky a dluhy pachtýř převzal s pachtem závodu, že závod propachtoval (§ 2352 OZ).
Je možno o předání závodu pořídit zápis, ve kterém strany uvedou soupis všeho, co propachtovaný závod zahrnuje a co se pachtýři předává a též i toho, co chybí, i když to jinak podle smlouvy nebo účetních záznamů závod spoluvytváří. Propachtovatel je povinen nejpozději v zápisu upozornit pachtýře na vady předmětu pachtu, o kterých ví nebo by měl a mohl vědět.  Není-li v zápisu uvedena věc náležející k závodu, pachtýř k ní nabývá požívací právo spolu s požívacím právem k závodu. Není-li v zápise uveden dluh, je přičten pachtýři, pokud musel jeho existenci přinejmenším rozumně předpokládat (§ 2353 OZ).
Pokud by se pachtem zhoršila dobytnost pohledávky, má věřitel propachtovatele, jenž s pachtem nesouhlasil, právo domáhat se rozhodnutí soudu, že je pacht vůči němu neúčinný. Toto právo zaniká, není-li uplatněno věřitelem do jednoho měsíce ode dne, kdy se o pachtu dozvěděl, nejdéle však do tří měsíců ode dne účinnosti smlouvy (§ 2354 OZ). Dnem zániku pachtu přejímá propachtovatel pohledávky a dluhy, které náleží k závodu. Z dluhů propachtovatel přebírá jen ty, o kterých věděl nebo alespoň jejich existenci musel logicky předpokládat. V případě neudělení věřitelova souhlasu k převzetí dluhu propachtovatelem, za jeho splnění ručí pachtýř. Pachtýř má povinnost bez zbytečného odkladu oznámit svým věřitelům a dlužníkům, jejichž pohledávky a dluhy pachtem závodu nabyl, že pacht zanikl (§ 2355 OZ).